# Gáspár Jenő (író)
Gáspár Jenő (Szentlélek, 1894. november 16. – Budapest, 1964. december 17.) magyar költő, író, szerkesztő.

## Élete
Középiskolába Csíksomlyón és Egerben járt, utóbbi helyen papnak készült. Első írásai  az Élet című képes hetilapban jelentek meg 1913-ban. 1916 és 1919 között a budapesti Szent Imre Kollégium tagja volt, Szmrecsányi érsek ösztöndíjasaként szerzett magyar–latin szakos középiskolai tanári oklevelet a budapesti tudományegyetemen. Két éven keresztül tanított Budapesten a Barcsay Gimnáziumban. 1921-től a budapesti Új Nemzedék újságírója volt, később helyettes szerkesztője, 1931-től főmunkatársa. Később a Nemzeti Újság éjjeli szerkesztőjeként dolgozott. 1939-ben a Sajtókamara főtitkárává választották. 1944-ben vezérigazgatója lett a Singer és Wolfner Könyvkiadónak. 1945-ben tízévi fegyházra ítélte a népbíróság, mivel vádirata szerint 1944 áprilisában a politikai rendőrség számára kiadta ötvennégy zsidó újságíró névsorát, akik közül harmincötöt elhurcoltak. Büntetését Márianosztrán töltötte, s rabmunkásként dolgozott a miskolci egyetem építésén. 1955-ös szabadulását követően egy évig segédmunkásként dolgozott, 1964-ben bekövetkezett haláláig jórészt fekvőbeteg volt.
1924-ben a Petőfi Társaság tagja, 1926-ban titkára lett, a Petőfi-ház őre volt. 1931-ben a Szent István Akadémia III. szakosztályának tagjává választották.

## Főbb művei
- Petronius búcsúdala (Budapest, 1918)
- Örök hárfa (versek, Budapest, 1923)
- A kék sziget (regény, Budapest, 1925)
- Isten leventéje (regény, Bp., 1930)
- A világ orvosa (regény, Budapest, 1934)
- Az aranypáva I–II. (regény, Budapest, 1933)
- Piano (versek, Budapest, 1935)
- A puszták fiai (ifjúsági regény, Budapest, 1937)
- Szonáta (regény, Budapest, 1940)
- A nagy tavasz (regény, Budapest, 1943)
- Aranylegenda (elbeszélések, Budapest, 1941)
- A Petőfi Társaság költőinek antológiája (Szerk. Havas Istvánnal, Budapest, 1942)
- A vestaszűz (elbeszélések, Budapest, 1944)